# Wu-čchang (Wu-chan)

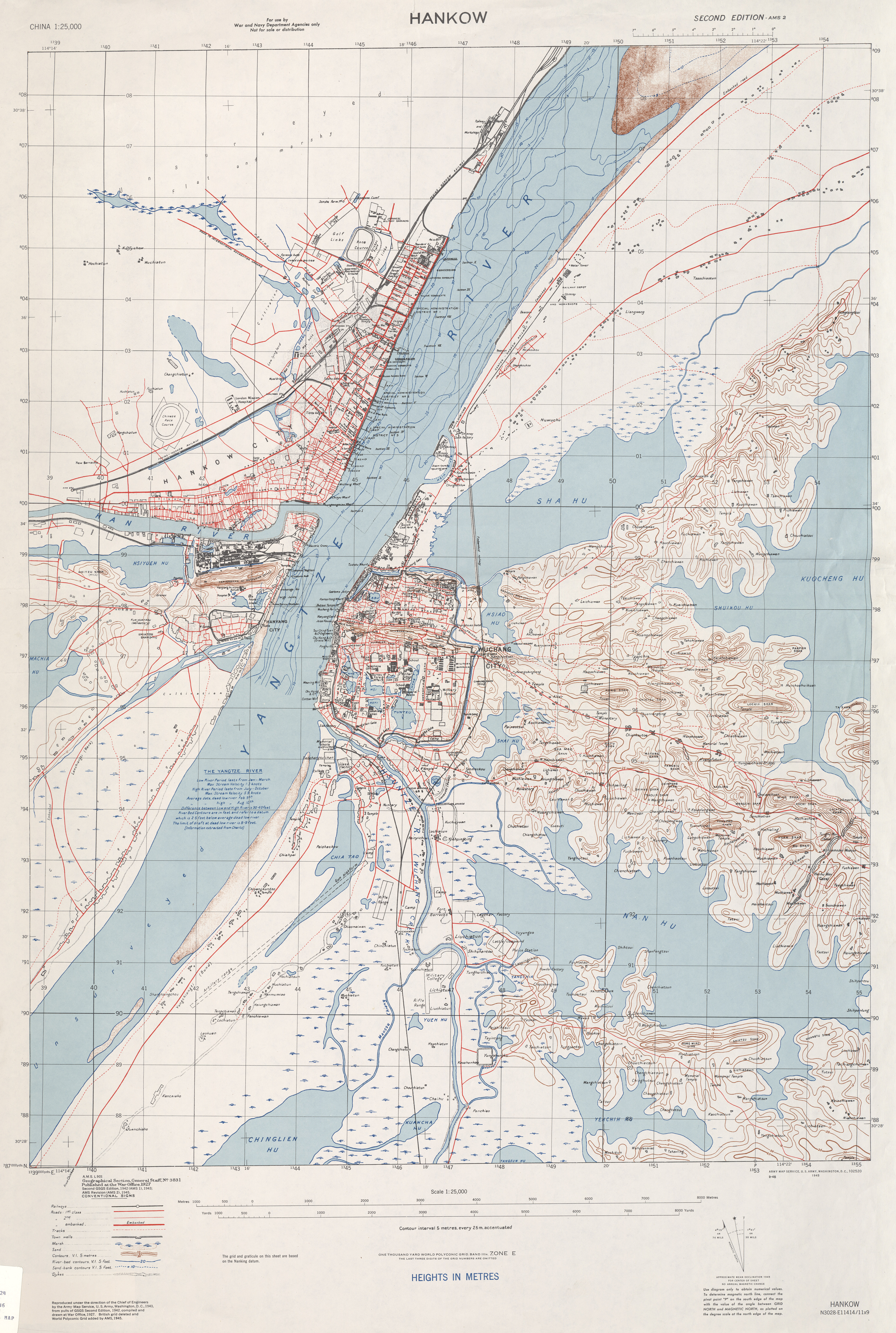
Wu-čchang na pravém břehu řeky na historické mapě z roku 1927

Městský obvod Wu-čchang (čínsky v českém přepisu Wu-čchang Čchü, pchin-jinem Wǔchāng Qū, znaky zjednodušené 武昌区, tradiční 武昌區) ve Wu-chanu, hlavním městě provincie Chu-pej v Čínské lidové republice, je jedním ze tří původních měst, jejichž sloučením Wu-chan vznikl. Nachází se na pravém, jihovýchodním břehu řeky Jang-c’-ťiang, naproti ústí řeky Chan-ťiang, která od sebe odděluje zbylá dvě původní města Chan-jang a Chan-kchou. Současný správní obvod Wu-čchang má rozlohu přes 82 čtverečních kilometrů a přes milión obyvatel a zahrnuje historické centrum bývalého Wu-čchangu. Zbylé části bývalého Wu-čchangu spadají do obvodů Chung-šan a Čching-šan.
Ve Wu-čchangu došlo v roce 1911 k Wučchangskému povstání, kterým začala Sinchajská revoluce, kterou skončilo čínské císařství.